# Saint-Onen-la-Chapelle
Pour les articles homonymes, voir La Chapelle.
Saint-Onen-la-Chapelle est une commune française située dans le département d'Ille-et-Vilaine en région Bretagne.

## Géographie
Saint-Onen-la-Chapelle est située à l'ouest du département d'Ille-et-Vilaine, à 40 km de Rennes sur l'axe central de la Bretagne.

### Communes limitrophes
| Saint-Méen-le-Grand | Le Crouais             | Montauban-de-Bretagne |
|                     | Saint-Onen-la-Chapelle | Boisgervilly          |
| Gaël                | Muel                   | Iffendic Saint-Maugan |

### Hydrographie
Pour un article plus général, voir Réseau hydrographique d'Ille-et-Vilaine.
La commune est située dans le bassin Loire-Bretagne. Elle est drainée par le Bois Hamon, les Gravelles,,.
Le Bois Hamon, d'une longueur de 12 km, prend sa source dans la commune  et se jette  dans le Meu à Muel, après avoir traversé trois communes. 

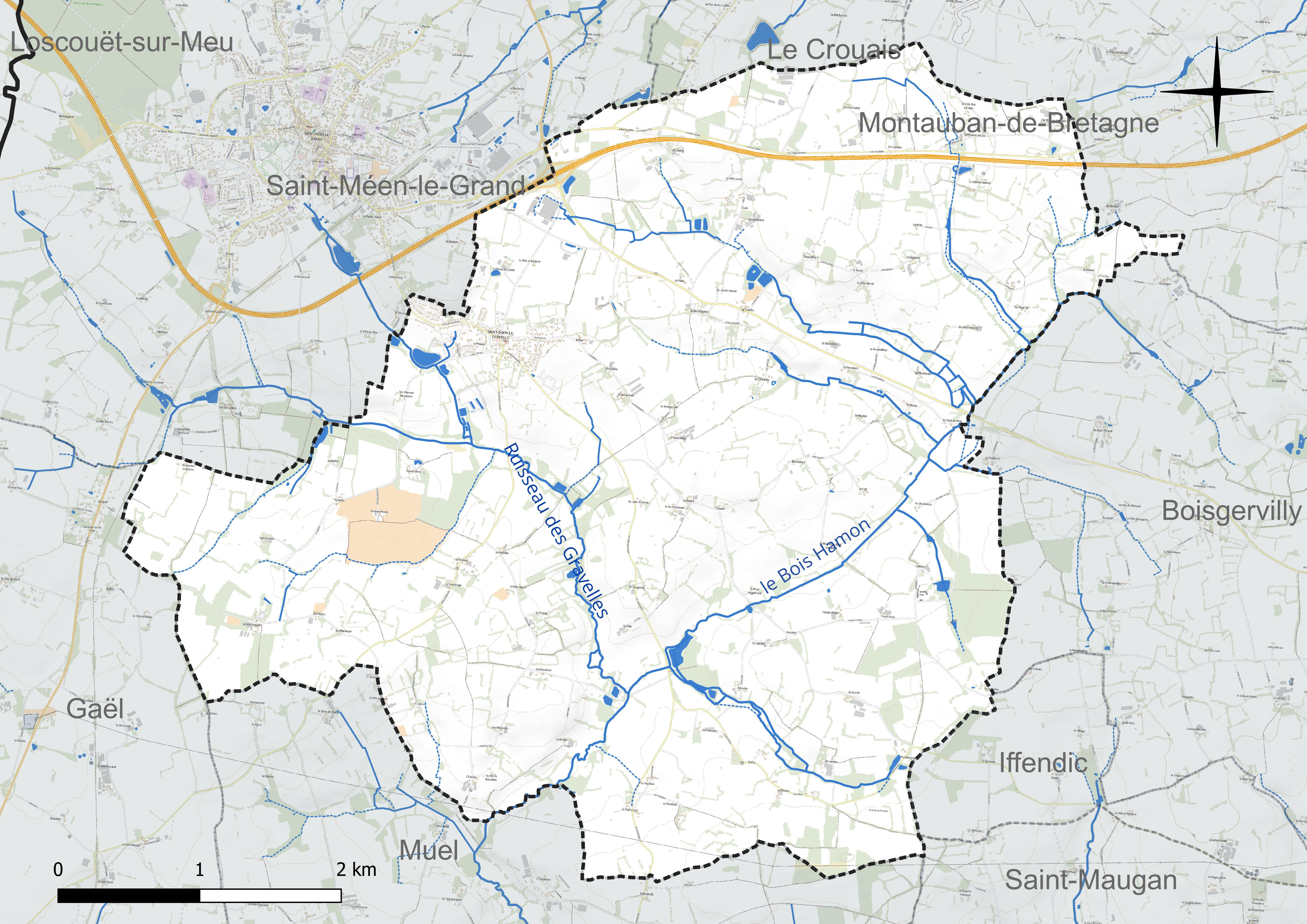
Réseau hydrographique de Saint-Onen-la-Chapelle.

### Climat
Pour des articles plus généraux, voir Climat de la Bretagne et Climat d'Ille-et-Vilaine.
En 2010, le climat de la commune est de type climat océanique altéré, selon une étude du CNRS s'appuyant sur une série de données couvrant la période 1971-2000. En 2020, Météo-France publie une typologie des climats de la France métropolitaine dans laquelle la commune est exposée à un climat océanique et est dans la région climatique  Bretagne orientale et méridionale, Pays nantais, Vendée, caractérisée par une faible pluviométrie en été et une bonne insolation. Parallèlement l'observatoire de l'environnement en Bretagne publie en 2020 un zonage climatique de la région Bretagne, s'appuyant sur des données de Météo-France de 2009. La commune est, selon ce zonage, dans la zone « Intérieur Est », avec des hivers frais, des étés chauds et des pluies modérées.  
Pour la période 1971-2000, la température annuelle moyenne est de 11,3 °C, avec une amplitude thermique annuelle de 12,4 °C. Le cumul annuel moyen de précipitations est de 750 mm, avec 12,3 jours de précipitations en janvier et 6,6 jours en juillet. Pour la période 1991-2020, la température moyenne annuelle observée sur la station météorologique la plus proche, située sur la commune de Merdrignac à 18 km à vol d'oiseau, est de 11,7 °C et le cumul annuel moyen de précipitations est de 905,0 mm,. Pour l'avenir, les paramètres climatiques de la commune estimés pour 2050 selon différents scénarios d'émission de gaz à effet de serre sont consultables sur un site dédié publié par Météo-France en novembre 2022.

## Urbanisme

### Typologie
Au 1er janvier 2024, Saint-Onen-la-Chapelle est catégorisée bourg rural, selon la nouvelle grille communale de densité à sept niveaux définie par l'Insee en 2022.
Elle appartient à l'unité urbaine de Saint-Méen-le-Grand, une agglomération intra-départementale regroupant deux  communes, dont elle est une commune de la banlieue,,. Par ailleurs la commune fait partie de l'aire d'attraction de Saint-Méen-le-Grand, dont elle est une commune de la couronne,. Cette aire, qui regroupe 4 communes, est catégorisée dans les aires de moins de 50 000 habitants,.

### Occupation des sols
L'occupation des sols de la commune, telle qu'elle ressort de la base de données européenne d'occupation biophysique des sols Corine Land Cover (CLC), est marquée par l'importance des territoires agricoles (96,7 % en 2018), une proportion sensiblement équivalente à celle de 1990 (96,8 %). La répartition détaillée en 2018 est la suivante : 
terres arables (45,4 %), zones agricoles hétérogènes (33,5 %), prairies (17,7 %), zones urbanisées (1,5 %), forêts (1,1 %), zones industrielles ou commerciales et réseaux de communication (0,8 %). L'évolution de l'occupation des sols de la commune et de ses infrastructures peut être observée sur les différentes représentations cartographiques du territoire : la carte de Cassini (XVIIIe siècle), la carte d'état-major (1820-1866) et les cartes ou photos aériennes de l'IGN pour la période actuelle (1950 à aujourd'hui).

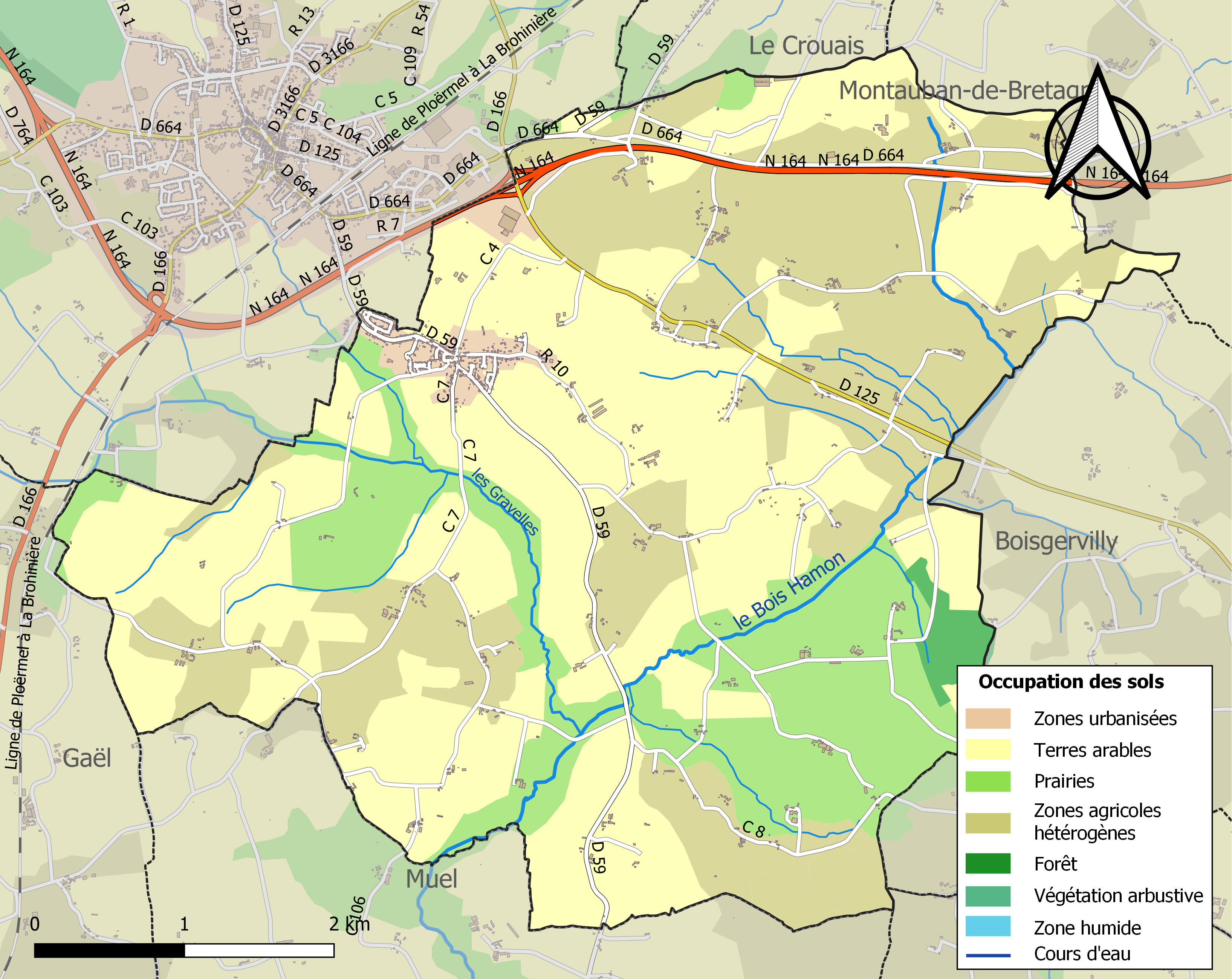
Carte des infrastructures et de l'occupation des sols de la commune en 2018 (CLC).

## Toponymie
Le nom de la localité est attesté sous les formes Sanctus Alnothus en 670, S. Oneti en 1330, La Chapelle Saint Onen en 1386, Saint Onnein en 1709.
Saint-Onen-la-Chapelle fait référence à une chapelle dédiée à saint Onen.

## Histoire
La paroisse de Saint-Onen fut appelée à sa création (au XIe siècle) « La Chapelle ». Elle appartenait alors à l'abbaye de Saint-Méen. On y recensait un hospice doté d'une chapelle. Les pèlerins se rendant sur le tombeau de Saint Méen trouvaient à proximité un asile.
Au XVe siècle, la paroisse prit le nom de « La Chapelle Saint Onen ».

## Politique et administration

### Liste des maires
| Période                                  | Période     | Identité                    | Étiquette | Qualité                                                                                   |
| ---------------------------------------- | ----------- | --------------------------- | --------- | ----------------------------------------------------------------------------------------- |
| Les données manquantes sont à compléter. |             |                             |           |                                                                                           |
| 1795                                     | 1800        | M. Rabuan de La Hamonnaye   |           |                                                                                           |
| 1800                                     | 1804        | René Guéneuc                |           |                                                                                           |
| 1804                                     | 1808        | Jean Ferré                  |           |                                                                                           |
| 1808                                     | 1813        | Jean-Baptiste Janvier       |           |                                                                                           |
| 1813                                     | 1817        | Julliot du Plessis          |           |                                                                                           |
| 1817                                     | 1822        | Alexandre de Freslon        |           |                                                                                           |
| 1822                                     | 1830        | Joachim Julliot du Plessis  |           |                                                                                           |
| 1830                                     | 1846        | Jean-Baptiste Janvier       |           |                                                                                           |
| 1846                                     | 1848        | Jean-Baptiste Guéneuc       |           |                                                                                           |
| 1848                                     | 1855        | Jean-Baptiste Janvier       |           |                                                                                           |
| 1855                                     | 1860        | Pierre Chauvin              |           |                                                                                           |
| 1860                                     | 1877        | Fulgence Julliot du Plessis |           |                                                                                           |
| 1877                                     | 1885        | Jean-Baptiste Janvier       |           |                                                                                           |
| 1885                                     | 1894        | François Massard            |           |                                                                                           |
| 1894                                     | 1919        | Jean-Marie Massard          |           |                                                                                           |
| 1919                                     | 1929        | François Simon              |           |                                                                                           |
| 1929                                     | 1940        | Mathurin Duval              |           |                                                                                           |
| 1940                                     | 1945        | Julien Gacel                |           |                                                                                           |
| 1945                                     |             | M. Duval                    |           |                                                                                           |
| 1945                                     | 1947        | M. Gacel                    |           |                                                                                           |
| 1947                                     | mars 1983   | Armand Robert               | MRP       |                                                                                           |
| mars 1983                                | mars 2001   | Guy de Dieuleveult          |           | Agriculteur                                                                               |
| mars 2001                                | 27 mai 2020 | Louis Bohanne               | UMP-LR    | Technicien retraité                                                                       |
| 27 mai 2020                              | En cours    | Jean–François Bohanne       | DVD       | Cadre de la fonction publique Conseiller départemental de Montauban-de-Bretagne (2021 → ) |

### Jumelages
Saint-Onen-la-Chapelle est jumelé avec :
- Mamarrosa (Portugal) depuis 2013.

Mamarrosa est une ancienne paroisse civile portugaise située dans le district d'Aveiro, au centre du pays. En 2013, elle fusionne avec les paroisses de Bustos et Troviscal pour former Bustos, Troviscal e Mamarrosa.

## Démographie
L'évolution du nombre d'habitants est connue à travers les recensements de la population effectués dans la commune depuis 1793. Pour les communes de moins de 10 000 habitants, une enquête de recensement portant sur toute la population est réalisée tous les cinq ans, les populations de référence des années intermédiaires étant quant à elles estimées par interpolation ou extrapolation. Pour la commune, le premier recensement exhaustif entrant dans le cadre du nouveau dispositif a été réalisé en 2007.

En 2022, la commune comptait 1 121 habitants, en évolution de −3,94 % par rapport à 2016 (Ille-et-Vilaine : +5,46 %, France hors Mayotte : +2,11 %).
| 1793  | 1800  | 1806  | 1821  | 1831  | 1836  | 1841  | 1846  | 1851  |
| ----- | ----- | ----- | ----- | ----- | ----- | ----- | ----- | ----- |
| 1 142 | 1 151 | 1 120 | 1 097 | 1 153 | 1 096 | 1 203 | 1 217 | 1 190 |

| 1856  | 1861  | 1866  | 1872  | 1876  | 1881  | 1886  | 1891  | 1896  |
| ----- | ----- | ----- | ----- | ----- | ----- | ----- | ----- | ----- |
| 1 192 | 1 186 | 1 190 | 1 195 | 1 234 | 1 255 | 1 286 | 1 318 | 1 322 |

| 1901  | 1906  | 1911  | 1921  | 1926  | 1931 | 1936 | 1946 | 1954 |
| ----- | ----- | ----- | ----- | ----- | ---- | ---- | ---- | ---- |
| 1 269 | 1 272 | 1 236 | 1 071 | 1 046 | 996  | 968  | 880  | 864  |

| 1962 | 1968 | 1975 | 1982 | 1990 | 1999 | 2006 | 2007 | 2012  |
| ---- | ---- | ---- | ---- | ---- | ---- | ---- | ---- | ----- |
| 832  | 803  | 762  | 667  | 713  | 784  | 949  | 973  | 1 157 |

| 2017  | 2022  | - | - | - | - | - | - | - |
| ----- | ----- | - | - | - | - | - | - | - |
| 1 143 | 1 121 | - | - | - | - | - | - | - |

## Économie
La commune possède un des six sites de l'entreprise agro-alimentaire Kermené et dont il s'agit de la plateforme logistique par laquelle transitent près de 19 millions de colis par an pour être expédiés dans tous les centres E.Leclerc de France.

## Lieux et monuments

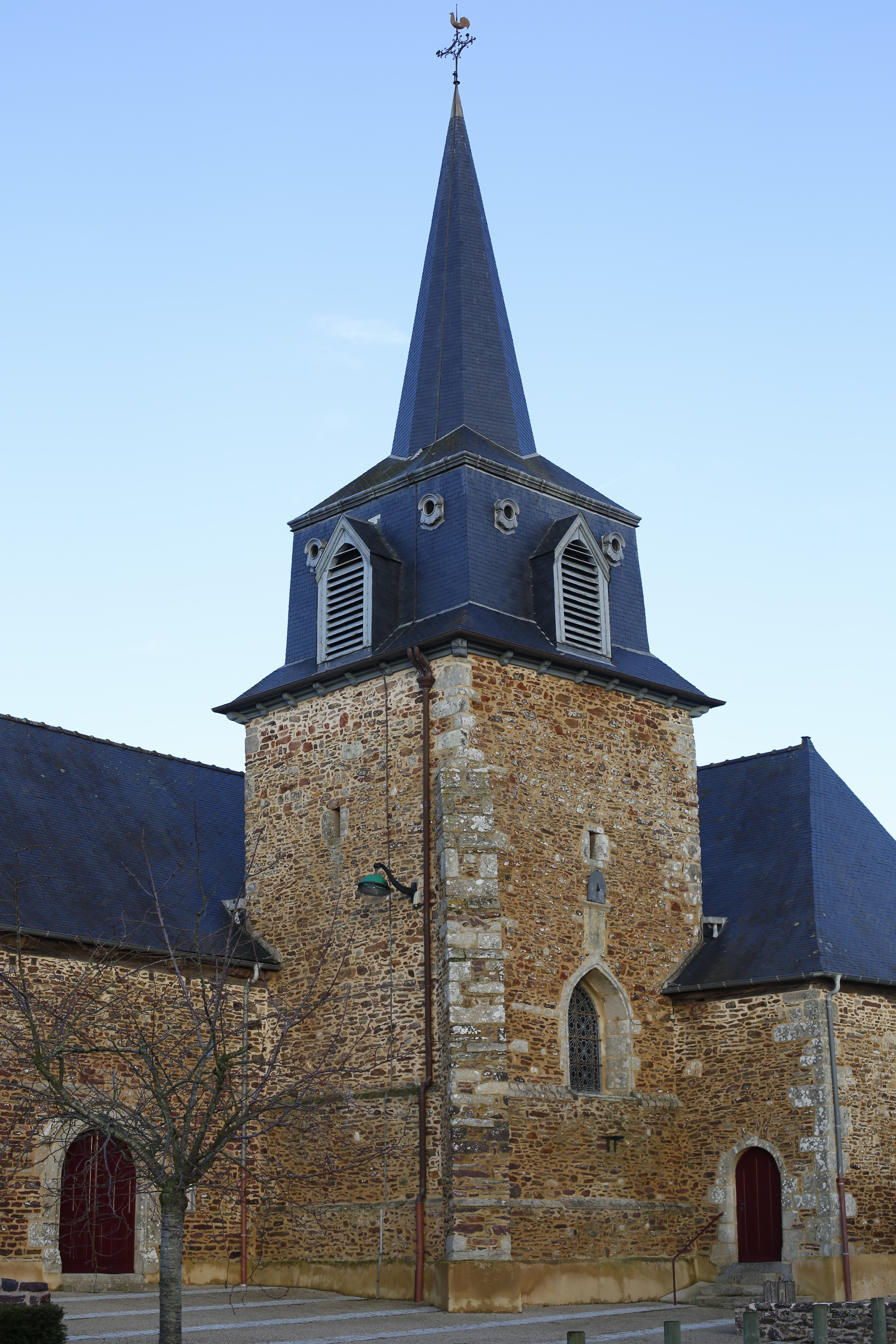
Le clocher du XVIIe siècle.
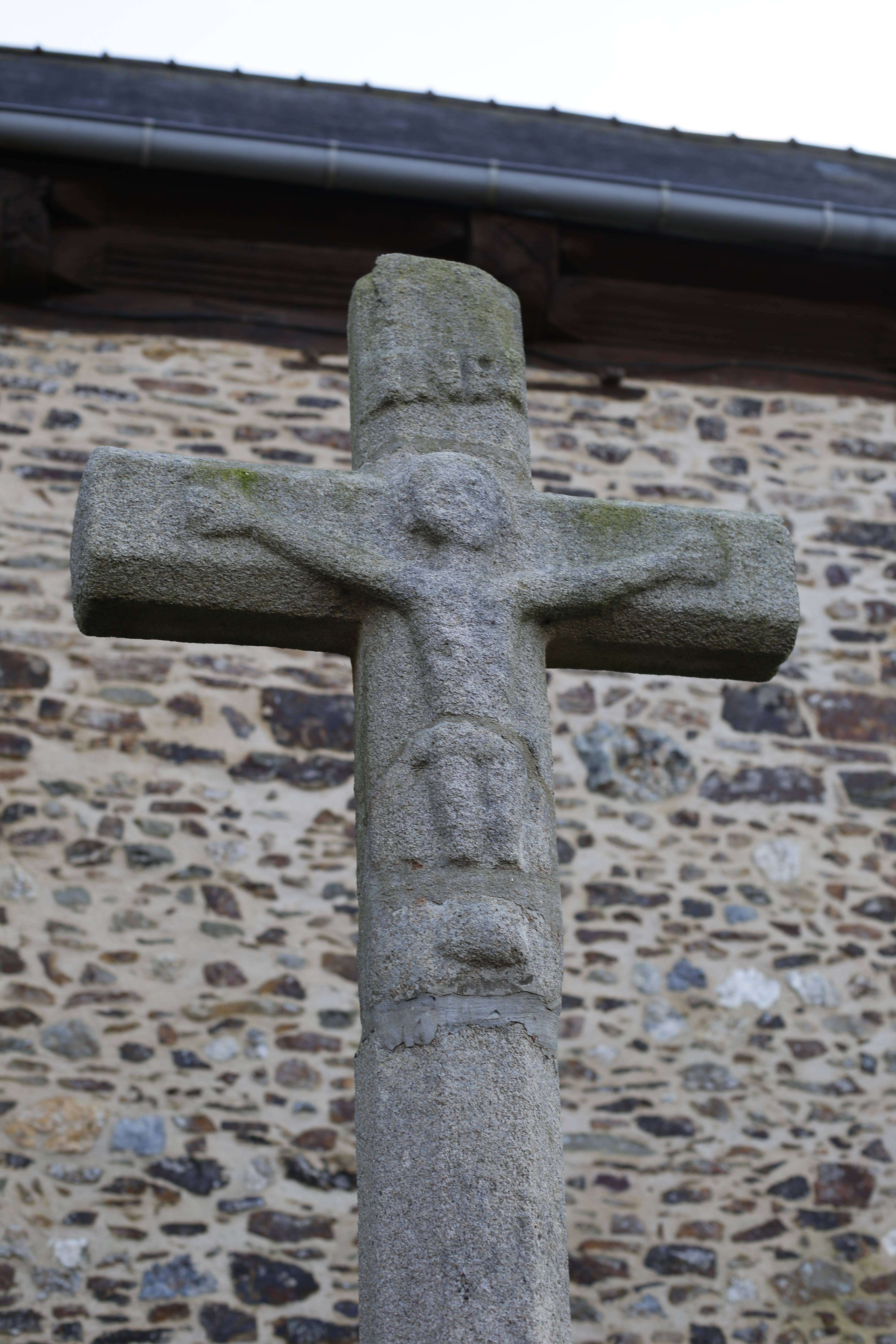
Le calvaire.

### L'église Saint-Onen
Dédiée à saint Onen, l'église qui subsiste de nos jours date en grande partie du XVIe siècle. Elle se compose d'une nef et de trois chapelles. Le clocher, dont la flèche fut refaite en 1773, repose sur la tour où se trouve un cadran solaire en ardoise. En juillet 1847, un violent orage s'abattit sur la commune, brisant les vitraux et abîmant la couverture. L'édifice fut depuis rénové. À l'intérieur, on peut voir un très beau confessionnal Louis XV, dans le bras nord du transept.

### Le presbytère
Le bâtiment actuel date principalement du XVIIe siècle. On y trouve une imposante cheminée sculptée de deux croissants superposés, l'un symbolisant le soleil et l'autre étant gravé du monogramme « IHS ». Un calice en vermeil daté du XVIe siècle, y est conservé. Le bâtiment fut finalement rénové mais échappa de peu à la destruction dans les années 1990.

### L'ancien hospice
Faisant face à l'église paroissiale, l'hospice datait du XVIe siècle, il s'agissait d'un hospice ouvert destiné aux pèlerins passant par Saint-Onen et se rendant à Saint-Méen-le-Grand. Le bâtiment était constitué d'un corps principal à deux niveaux et couverture à croupes, prolongé à l'est et à l'ouest par deux extensions plus récentes à rez-de-chaussée simple et couvertes de toitures à deux pans. Le corps de bâtiment principal, malgré son état de conservation médiocre, était un élément remarquable de la commune. Il possédait une façade encore parfaitement lisible de l'extérieur grâce à ses percements d'origine (et quelques percement plus récents), la silhouette de sa couverture et des souches de cheminée, sans compter des éléments patrimoniaux notables, comme la porte d'entrée, l'escalier ou la cheminée de la grande pièce du rez-de-chaussée côté est ou la dalle d'évier située au rez-de-chaussée côté nord-ouest. Ne bénéficiant d'aucune protection patrimoniale, l'édifice a été rasé en 2014 à la suite d'une décision du conseil municipal, sur proposition du maire, Louis Bohanne. Il n'en reste que le porche d'entrée du XVIIIe siècle.

### Le calvaire de Saint Onen
Cette croix monolithe de 1610 est située place de l'Église. Elle comporte deux faces : d'un côté le Christ en croix, de l'autre une Vierge à l'Enfant. Elle est posée sur une estrade en granit de quatre marches.

### Les châteaux et manoirs
Saint-Onen-la-Chapelle compte de nombreux châteaux et manoirs sur son territoire (liste non exhaustive) :
- Le Bois-Basset, habité et fort bien entretenu, présente en façade une pierre armoriée datée de 1763 ;
- Le Plessis-Echardel possédait autrefois deux tours dont l'une fut abattue vers 1930. Le château possédait également un colombier et une chapelle. Le lieu est aujourd'hui une habitation de ferme ;
- Le Bois-Hamon, manoir du XVIe siècle, disparut avec sa chapelle lors d'un incendie en 1906. En 1910, on reconstruisit le château actuel dans un style « Belle époque ».

## Associations
- Comité des fêtes
- Comité de Jumelage, Saint-Onen s'est jumelé à Mamarrosa en avril 2011.
- Club des Joyeux
- Cyclo Club Onenais
- Gym volontaire
- Société de Chasse
- Cyclosportif Club St Onen (ffc et fsgt)
- Café Cousette Onénais
- Union Nationale des Combattants de Saint Onen La Chapelle